# Liste der Naturdenkmale in Musweiler
Die Liste der Naturdenkmale in Musweiler nennt die im Gemeindegebiet von Musweiler ausgewiesenen Naturdenkmale (Stand 11. März 2024).

## Naturdenkmale
| Nr.         | Bezeichnung      | Lage                                | Beschreibung                | Bild                                    |
| ----------- | ---------------- | ----------------------------------- | --------------------------- | --------------------------------------- |
| ND-7231-423 | Fünf alte Eichen | östlich des Ortes am Eichenhof Lage | Quercus petraea, fünf Bäume | Direkt Bild zu diesem Denkmal hochladen |